# Aixurnadinapli
Aixurnadinapli o Aššur-nadin-apli (El deu Aixur ha donat un fill) va ser rei d'Assíria potser entre els anys 1196 aC i 1193 aC. Era fill de Tukultininurta I. Segons la Llista dels reis d'Assíria va regnar quatre anys i segons altres llistes només tres.
Cap al final del regnat del seu pare els seus actes embogits van tenir enfront a la noblesa. Els mateixos fills del rei, o almenys un anomenat Aixurnasirapli, que devia ser el fill petit, van estar a favor dels nobles, i es va organitzar una revolta que va assetjar a Tukultininurta a la seva nova capital de Kar-Tukultininurta i finalment el van deposar i el van retenir presoner. Es creu que el rei va ser mort algun temps després. El fill gran Aixurnadinapli, que ja era conegut com a virrei de Khanigalbat (a la vall del Khabur, una part de l'antic regne de Mitanni), va ser coronat, no se sap si d'acord amb els triomfants rebels o al front dels partidaris del pare enderrocat, que en certa manera dependria de qui era fill el successor, Aixurnirari III, que a la llista de Nassohui és fill d'Aixurnadinapli i a la de Khordhasbad fill d'Aixurnasirapli. Així es podrien donar dues alternatives:
- Que quan la noblesa va enderrocar a Tukultininurta, el seu fill gran i hereu Aixurnadinapli es va proclamar rei a Assur, i és considerat el rei legítim perquè Tukultininurta era encara viu. Una vegada el vell rei va morir o va ser assassinat, Aixurnirari III que havia succeït a Aixurnasirapli a Kar-Tukultininurta, va ser universalment reconegut.
- O bé que quan la noblesa va enderrocar a Tukultininurta, el seu fill gran i hereu Aixurnadinapli va ser proclamat rei a Assur pels revoltats i a la seva mort el va succeir normalment el seu fill (més poc probable és la successió del seu nebot, que podria ser només si Aixurnadinapli no hagués tingut fills).[2]